# Émiliano Renaud
Anthelme Marie Renaud Alexandre Émiliano Renaud (* 26. Juni 1875 in Saint-Jean-de-Matha, Québec; † 3. Oktober 1932 in Montreal) war ein kanadischer Pianist, Organist, Musikpädagoge und Komponist.

## Leben
Renaud hatte den ersten Klavierunterricht bei seiner Mutter und war zwei Jahre lang Klavierschüler von Paul Letondal. Er besuchte von 1886 bis 1887 das Collège Sainte-Marie und von 1889 bis 1890 das Petit Séminaire de Montréal und wirkte an beiden Institutionen als Organist und Klavierbegleiter der Studentenchöre. 1889 arbeitete er als Klavierlehrer und Chorleiter in Church Point. Im Folgejahr kehrte er nach Montreal zurück, wo ihn Dominique Ducharme in die Klaviertechnik Ignacy Jan Paderewskis einführte. 1897 erhielt er eine Organistenstelle an der Kirche St Mary in Oswego. Im gleichen Jahr brach er zu einer Studienreise nach Europa auf, die ihn nach Paris und Berlin führte.
Nach seiner Rückkehr nach Kanada 1899 begann seine Laufbahn als Konzertpianist. Sein Repertoire umfasste das Werk der romantischen Komponisten Johannes Brahms, Frédéric Chopin, Franz Liszt und Robert Schumann. 1900 führte er in der Windsor Hall mit dem Orchestre symphonique de Montréal unter Leitung von Joseph-Jean Goulet sein eigenes Concertstück für Klavier und Orchester auf. Er gab in der Folgezeit Recitals in Kanada, den USA und England und wurde bald als der „kanadische Paderewski“ gerühmt.
Ab der Gründung des Konservatoriums der McGill University 1904 unterrichtete er dort. Unter anderem waren J. D. Archambault, Alfred La Liberté und Maurice Rousseau seine Schüler. 1907 ging er in die USA, wo er am Indianapolis Conservatory of Music zunächst Klavier unterrichtete und bis 1911 das Klavierdepartment leitete. 1912 begleitete er die Sängerin Emma Calvé bei einer Konzerttournee durch die USA. Nachdem er von 1912 bis 1916 in Boston gelebt hatte, zog er 1917 nach New York, um sich erneut der Lehrtätigkeit zu widmen. Er entwickelte hier eine Methode, das Klavierspielen ohne Lehrer anhand von Aufnahmen zu erlernen, die er 1918 als Disk-phone piano method veröffentlichte. Eine zweite Auflage von 1920 hatte den Titel Renaud-phone piano method.
1921 kehrte er nach Québec zurück. Hier widmete er sich der Komposition, gab Konzerte und schuf für den Radiosender CKAC einer Version seiner Klavierlehrmethode in 30 Lektionen. Im Jahr 1924 gab er drei Recitals in der Londoner Wigmore Hall, bei denen er Klavierwerke von Schumann, Mendelssohn und Brahms sowie eigene Transkriptionen von Liedern Schuberts, Schumanns, Tschaikowskis und Wolfs spielte. 1930 führte er bei einem Recital in der Wigmore Hall eigene Werke mit dem Sänger Rodolphe Plamondon und dem Geiger Émile Taranto auf. 
Renaud hinterließ etwa 50 Werke, die Mehrzahl davon für Klavier und Stimme, außerdem einige kammermusikalische Stücke und die musikalischen Farcen Sandwich (1925) und Djympko (1926). Drei seiner Kompositionen wurden bei Brunswick and Starr aufgenommen. Josephte Dufresne spielte sein Prelude, Fugue and Chorale ein. Ab Mitte der 1930er Jahre erlebten seine Kompositionen keine öffentliche Aufführung mehr. Erst zum Jahr der kanadischen Musik 1986 sendete CBC ein Konzert der Universität Laval mit der Sängerin  Sylvie Godbout, dem Geiger György Terebesi und der Pianistin Anna-Marie Globenski.